# مارگاریتا
مارگاریتا (Margarita) نام نوعی کوکتل تکیلایی است که با تکیلای آمیخته با لیکور تریپل سک و لیموترش یا آب‌لیمو تهیه می‌شود. مارگاریتا را اغلب با لیوان‌های لب‌شور سرو می‌کنند.
خاستگاه این نوشیدنی آشکار نیست ولی گمان می‌رود که در مکزیک تهیه شده باشد، ولی ممکن است اولین بار به عنوان یک نوشیدنی شیک‌تر از تکیلای معمولی تهیه شده‌باشد.
اما یک مارگاریتا اصیل فقط سه ماده ساده دارد: تکیلا، لیموترش/آب لیمو و سه ثانیه مخلوط کردن. همین! ساده و با طراوت، بدون توت فرنگی، انبه، نارگیل، یا هر طعم دیگری که یافت نمی‌شود.
در کنار دستور تهیه فرعی مارگاریتا، شیوه‌های دیگری هم برای تهیه آن وجود دارد از جمله برخی به‌جای آب لیمو از آب توت فرنگی، آب تمشک یا آب خربزه استفاده می‌کنند.
گونه‌ها
- مارگاریتای آبی که با لیکور کوراسائو مخلوط می‌شود.
- مارگاریتای رویال که با گرند مارنیه آمیخته می‌شود.
- اورنج مارگاریتا که با پوست پرتقال و کوآنترو آمیخته می‌شود.

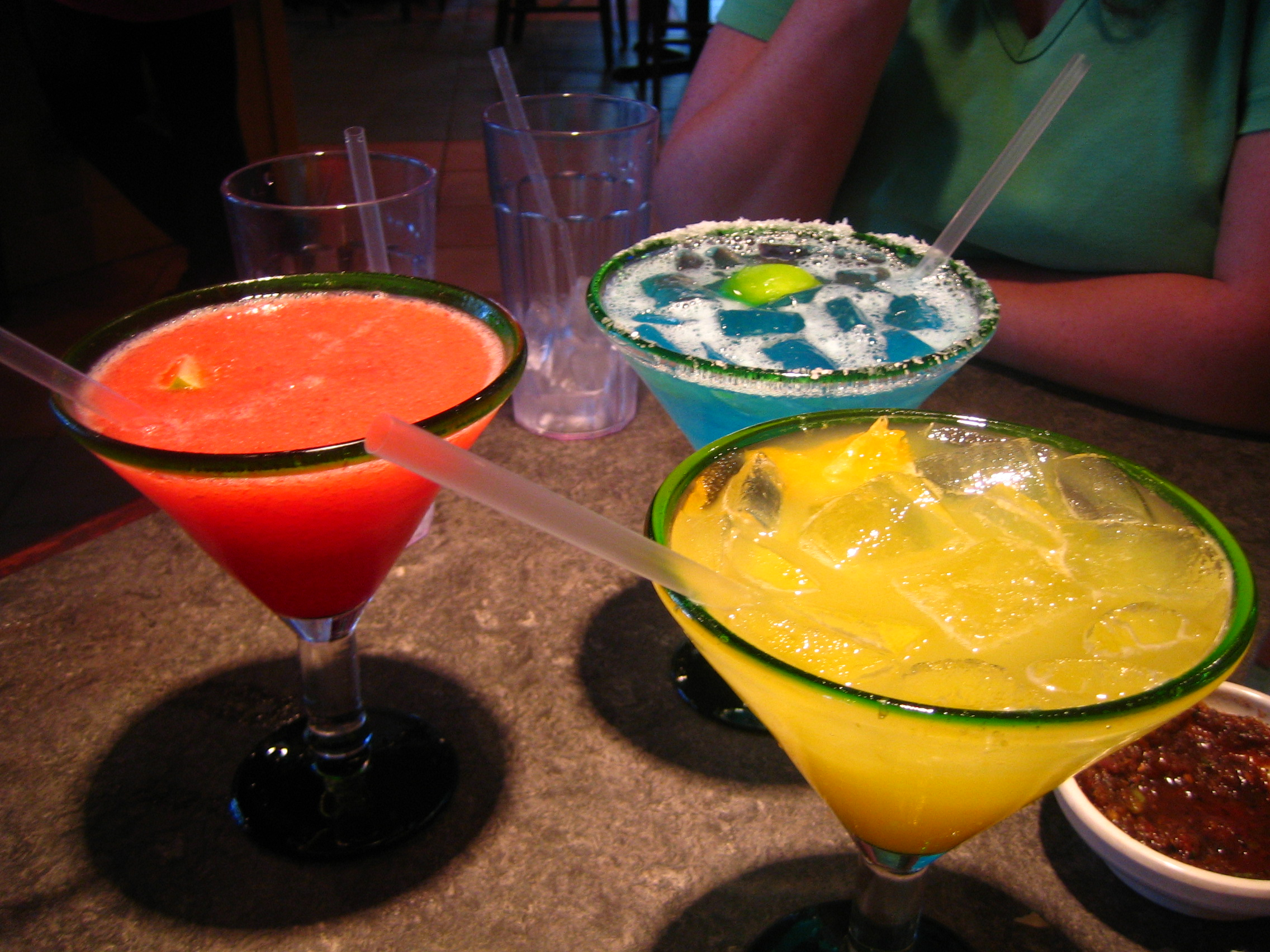
مارگاریتا در انواع طعم‌ها و رنگ‌ها تهیه می‌شود.